# SL-1
Pour les articles homonymes, voir SL et 1 (nombre).
SL-1 (soit Stationary Low-Power Reactor Number One) était le nom d'un réacteur militaire expérimental de l'United States Army construit sur le site du laboratoire national de l'Idaho dans le cadre du programme Army Nuclear Power Program visant à alimenter en électricité des sites isolés comme les radars de la Ligne DEW. 
Sa puissance opérationnelle était de 200 kW pour la production électrique et 400 kW pour la production d'énergie calorifique. 
Il fut détruit lors du premier accident à s'être produit dans une centrale nucléaire aux États-Unis le 3 janvier 1961.
Cet accident provoqua la mort de 3 hommes.

## L'accident

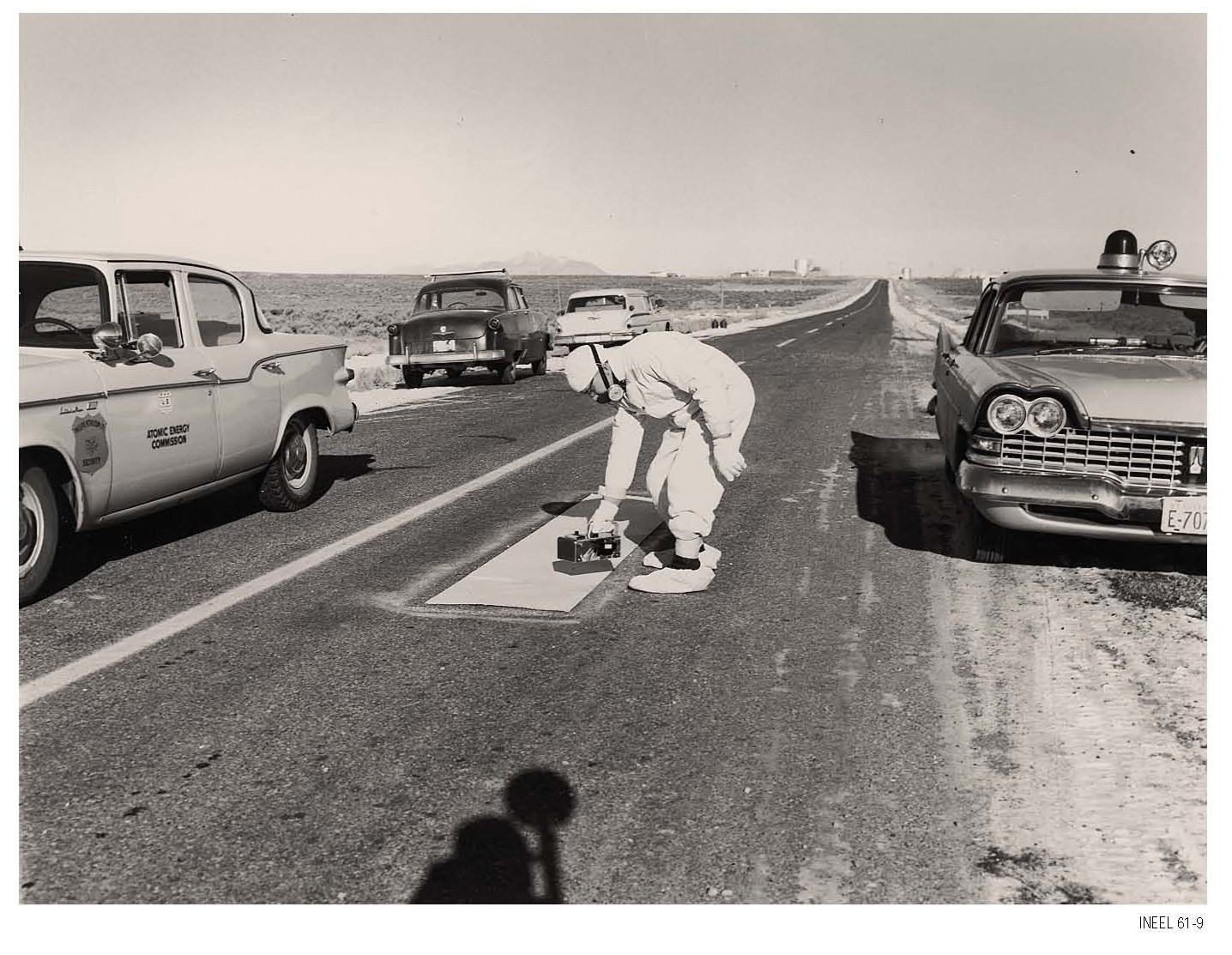
Analyse de la contamination le jour de l'accident

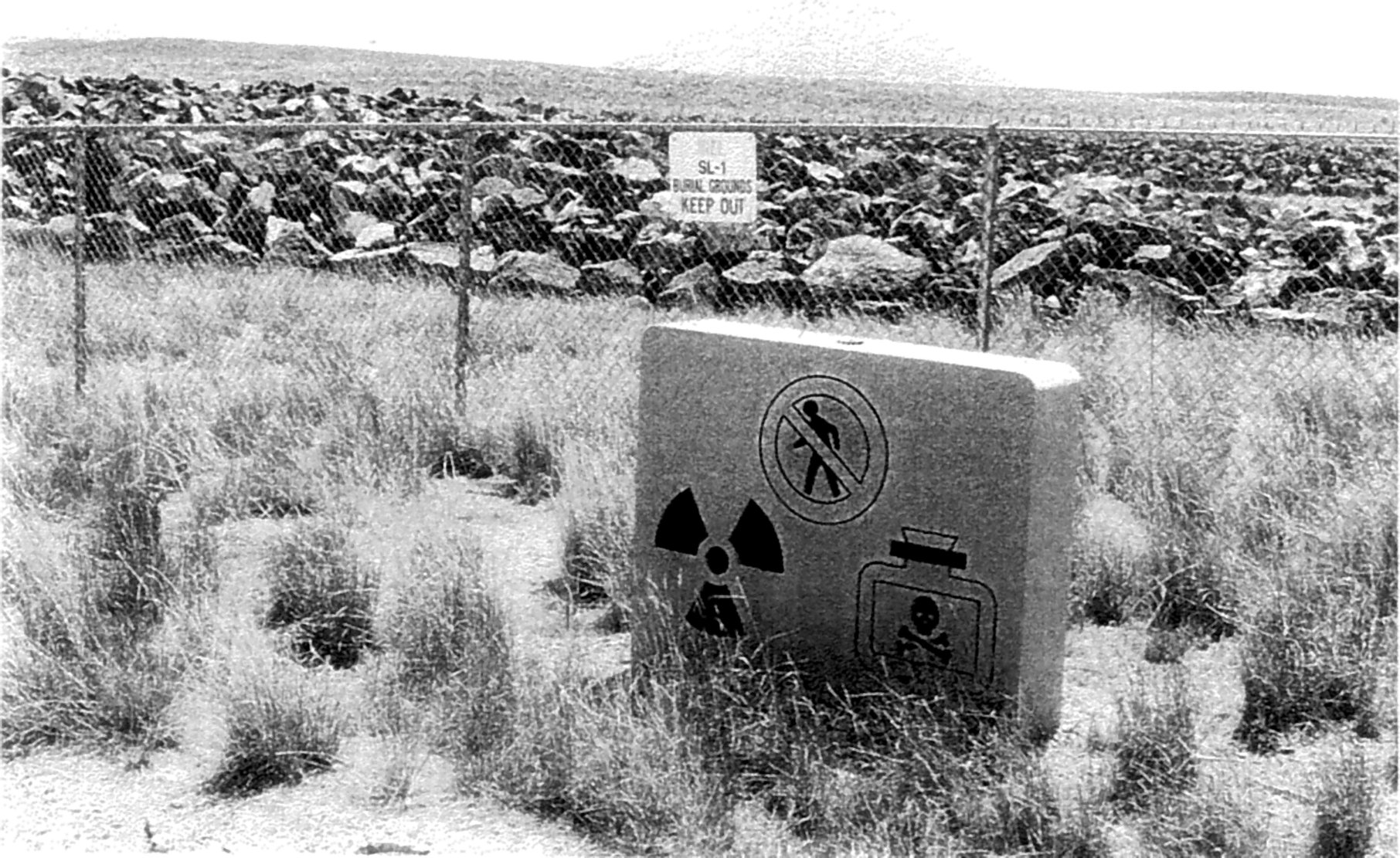
Le site d'enfouissement des déchets contaminés.

Depuis le 21 décembre 1960, le réacteur est arrêté pour un entretien, l'étalonnage des instruments, l'installation d'instruments auxiliaires, et l'installation de 44 fils de flux pour surveiller les niveaux de flux de neutrons dans le cœur du réacteur. 
Pour arrêter le réacteur, on insère entièrement les barres de contrôle au sein de son cœur, pour y absorber les neutrons et interrompre la réaction de fission nucléaire.
Le 3 janvier 1961, le réacteur a été préparé pour redémarrer après un arrêt de onze jours pendant les congés de fin d'année. 
En principe, le redémarrage du réacteur se fait en retirant les barres de contrôle plus ou moins en fonction de la puissance souhaitée, c'est-à-dire en effectuant la procédure inverse de son arrêt.
Or, pour préparer le redémarrage du réacteur, les procédures de maintenance imposaient de retirer manuellement les barres de contrôle du réacteur sur quelques centimètres afin de les reconnecter à leur moteur d'entraînement; 
À 21 heures 01, l'une des barres de commandes de ces tiges a été soudainement retirée trop loin, ce qui provoque instantanément la criticité du réacteur SL-1.
En 4 millisecondes, la puissance du cœur nucléaire passe de quelques MW à 20 GW.
La chaleur générée par la montée subite d'une énorme puissance au sein du cœur vaporisa aussi vite l'eau qui l'entourait. 
L'explosion de vapeur d'eau a provoqué une forme extrême de coups de bélier, une onde de choc dirigée vers le haut de la cuve du réacteur, et a propulsé les barres de commande, fiches bouclier, vers le haut, comme autant de projectiles. Une enquête ultérieure a conclu que la cuve du cœur (12 000 kg) avait bondi de 2,77 m et les mécanismes de commande des grappes ont défoncé le plafond du bâtiment du réacteur. 
La vapeur a frappé deux des hommes sur le sol, tuant un et blessant grièvement un autre.
L'un des bouchons qui ferment la cuve par le haut a empalé le troisième homme provoquant sa mort. 
Les victimes étaient des spécialistes de l'armée John A. Byrnes (27 ans) et Richard Leroy McKinley (âge de 22 ans), et Mate électricien Marine Richard C. Legg (26 ans).
Il a été établi plus tard que Byrnes a levé la barre et a causé l'explosion, Legg était debout au-dessus de la cuve du réacteur et a été empalé, et McKinley, qui se tenait à proximité, a plus tard été retrouvé vivant par les sauveteurs. Les trois hommes ont succombé à des blessures causées par un traumatisme physique (et non le rayonnement). Les corps sont si sévèrement irradiés qu'il est nécessaire d'enterrer leurs mains séparément dans une décharge pour déchets radioactifs.